# Thelyphonus caudatus
Espèce
Synonymes
- Phalangium caudatum Linnaeus, 1758
- Thelyphonus rufimanus Lucas, 1835
- Thelyphonus rufipes Lucas, 1835
- Thelyphonus thorellii Tarnani, 1890
- Thelyphonus caudatus sexspinosus Speier, 1933

Thelyphonus caudatus est une espèce d'uropyges de la famille des Thelyphonidae.

## Distribution
Cette espèce se rencontre en Indonésie à Java et à Sumatra et au Viêt Nam.

## Publication originale
- Linnaeus, 1758 : Systema naturae per regna tria naturae, secundum classes, ordines, genera, species, cum characteribus, differentiis, synonymis, locis, ed. 10 (texte intégral).